# 도르래 (장난감)

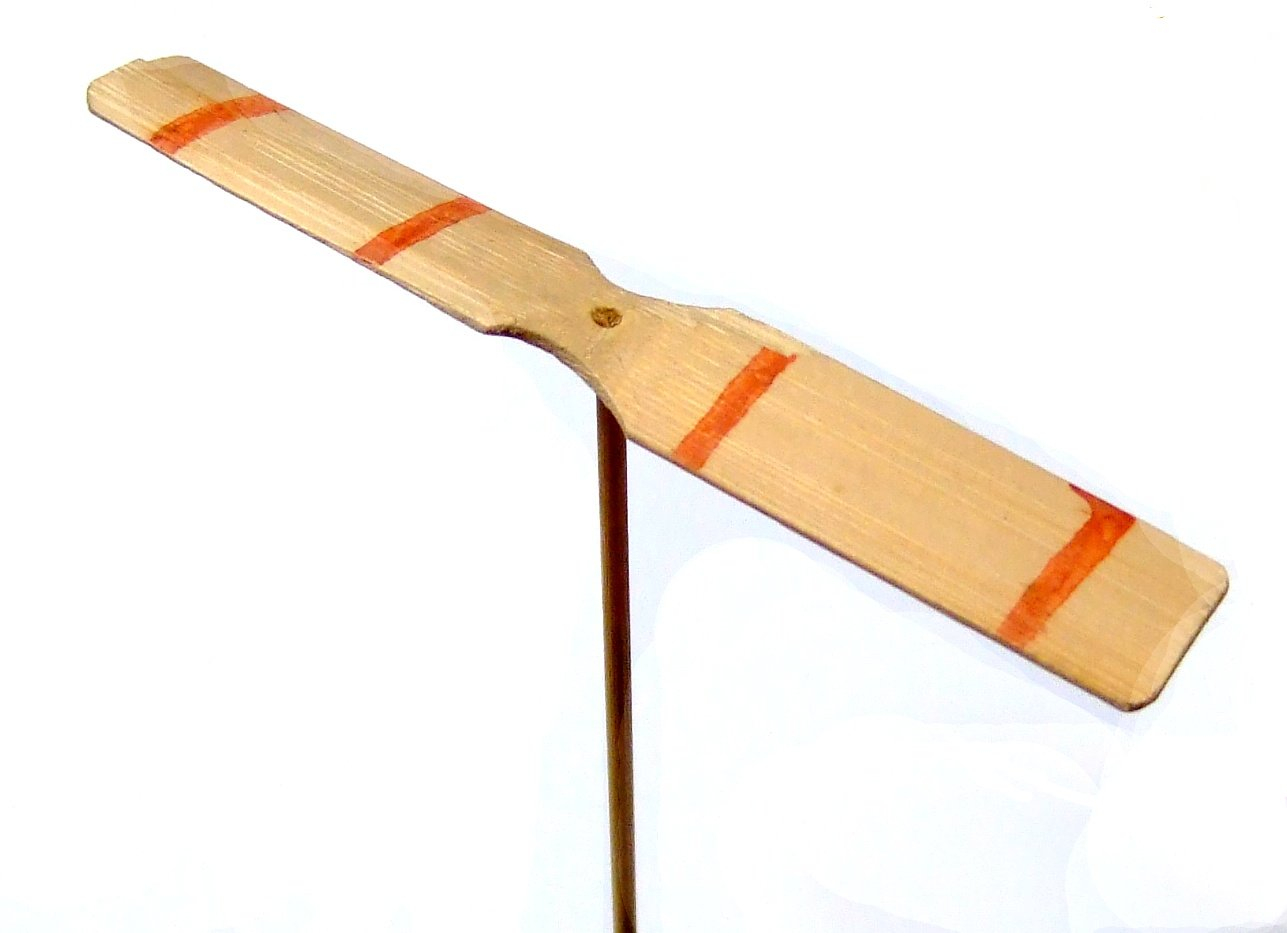

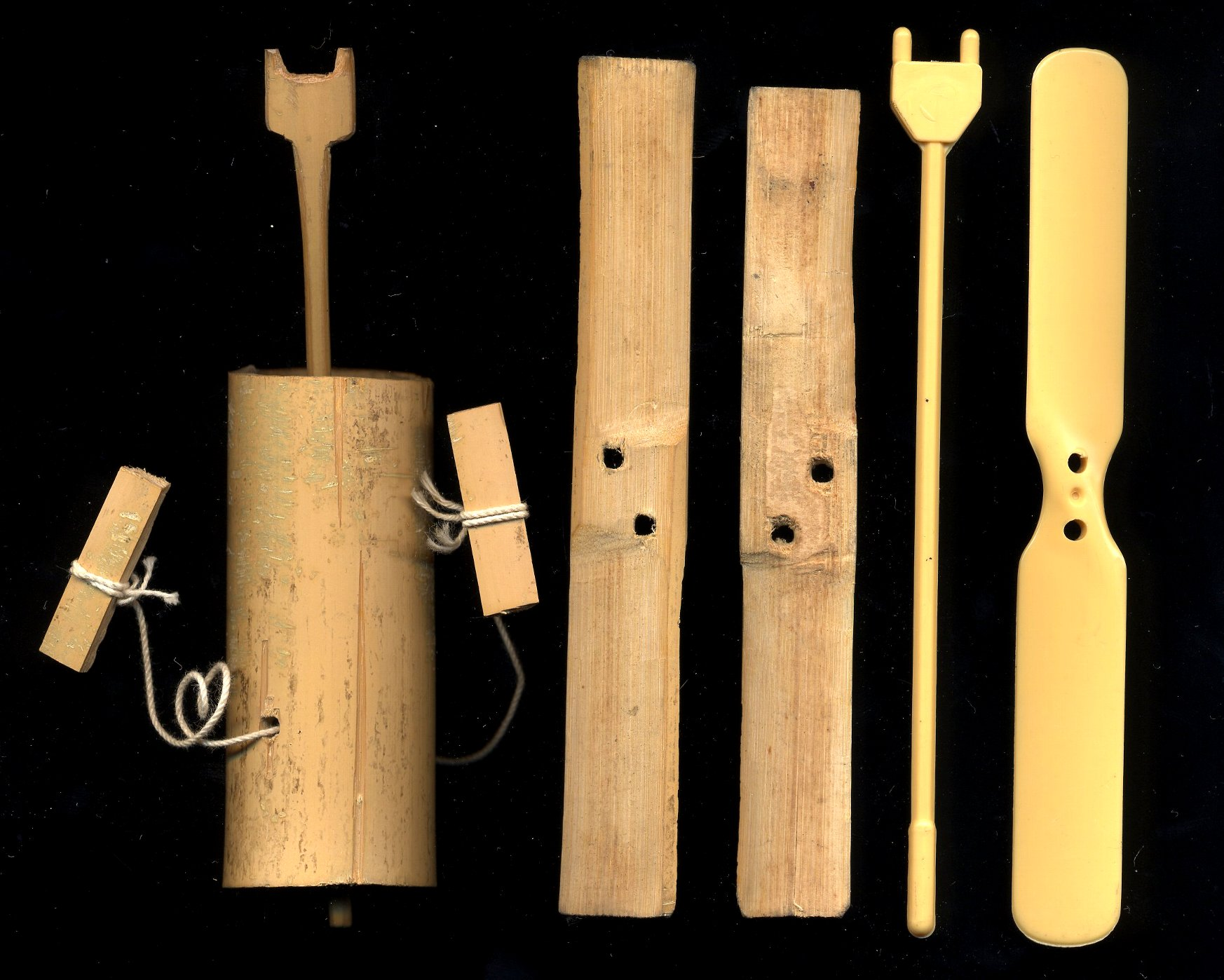

도르래는 대나무로 만든 장난감으로, 기원전 4세기경 중국에서 처음 만들어졌다.
대나무를 얇게 깎아 날개를 만들고, 가운데에 대오리로 자루를 박는다. 손으로 비벼서 날리거나, 실을 감아서 한쪽을 당기면 날아오르는 장치를 만들기도 한다.

## 같이 보기
- 헬리콥터